# Biagio Colaianni
Biagio Colaianni (Matera, 3 de junho de 1957) é um arcebispo católico italiano e serve como Arcebispo Metropolitano de Campobasso-Boiano desde 6 de dezembro de 2023.

## Biografia
Nasceu em Matera, capital da província e sede arquiepiscopal, em 3 de junho de 1957.

### Formação e Ministério Sacerdotal
Frequentou a Pontifícia Faculdade Teológica da Itália Meridional, em Nápoles.
Em 7 de maio de 1983, foi ordenado diácono na Catedral de Matera pelo Arcebispo Michele Giordano, que também o ordenou sacerdote em 9 de junho do ano seguinte.
Após a ordenação, completou seus estudos, obtendo a licenciatura em Teologia Espiritual pela Pontifícia Universidade Gregoriana de Roma.
Após servir como vice-reitor, atuou como reitor do Seminário Maior Interdiocesano João Paulo II da Basilicata, localizado em Potenza (2007-2012).
De 2019 a 2023, foi Vigário Geral da Arquidiocese de Matera-Irsina e Moderador da Cúria.

### Ministério Episcopal
Em 6 de dezembro de 2023, o Papa Francisco o nomeou Arcebispo Metropolitano de Campobasso-Boiano; ele sucedeu Giancarlo Maria Bregantini, que havia renunciado ao atingir o limite de idade.
Em 10 de fevereiro de 2024, recebeu a ordenação episcopal no PalaSassi, em Matera, de Antonio Giuseppe Caiazzo, Arcebispo de Matera-Irsina e Bispo de Tricarico. Entre os co-consagradores estavam Salvatore Ligorio, Arcebispo Emérito de Potenza-Muro Lucano-Marsico Nuovo, Rocco Pennacchio, Arcebispo Metropolitano de Fermo, Giancarlo Maria Bregantini, seu antecessor em Campobasso-Boiano, e Francesco Marino, Bispo de Nola. Em 9 de março, tomou posse da arquidiocese na Basílica-Santuário de Nossa Senhora das Dores, em Castelpetroso.
Em 29 de junho de 2024, Solenidade dos Santos Pedro e Paulo, recebeu o pálio do Papa Francisco na Basílica de São Pedro, no Vaticano. Foi-lhe conferido pelo Núncio Apostólico Petar Rajič em 10 de outubro de 2024, na Catedral de Campobasso.